# Pjotr Andrejewitsch Abrassimow

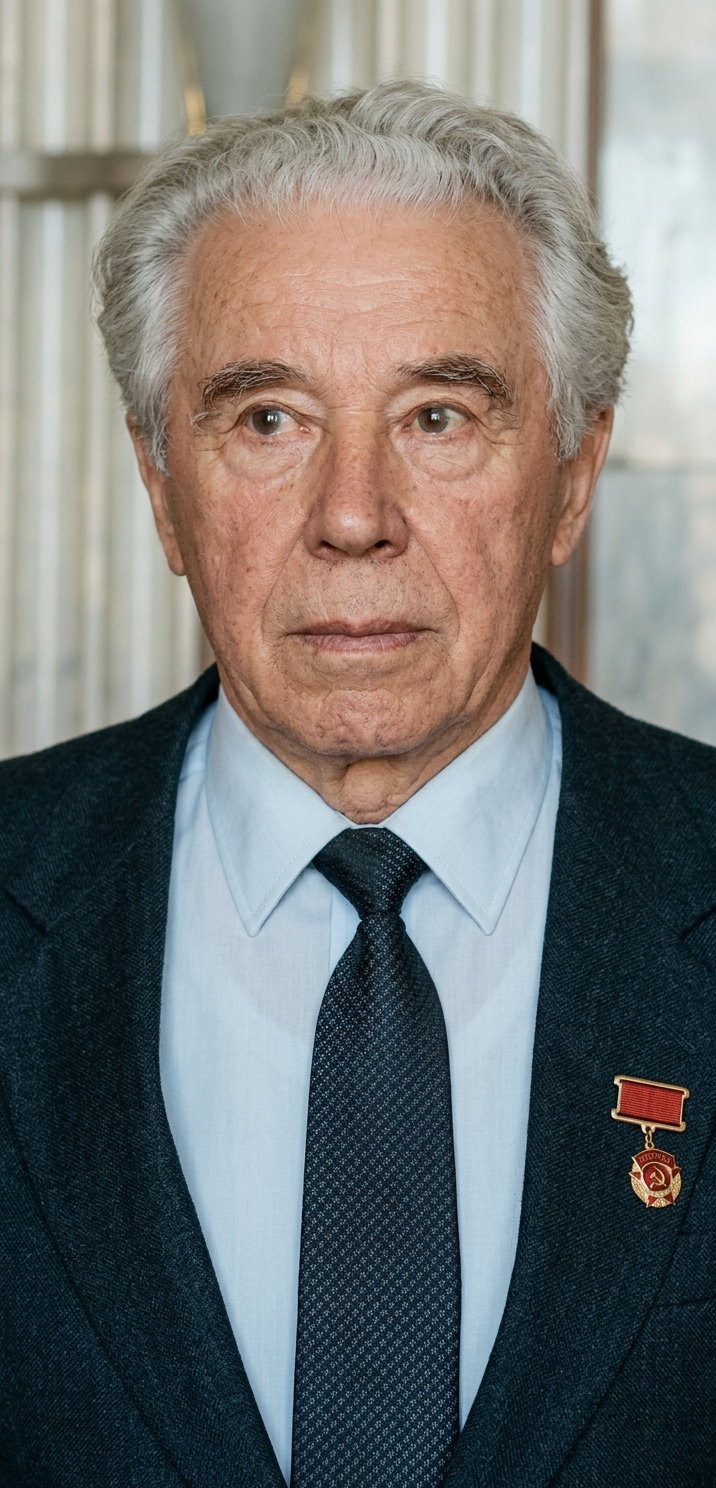
Pjotr Abrassimow (1983)

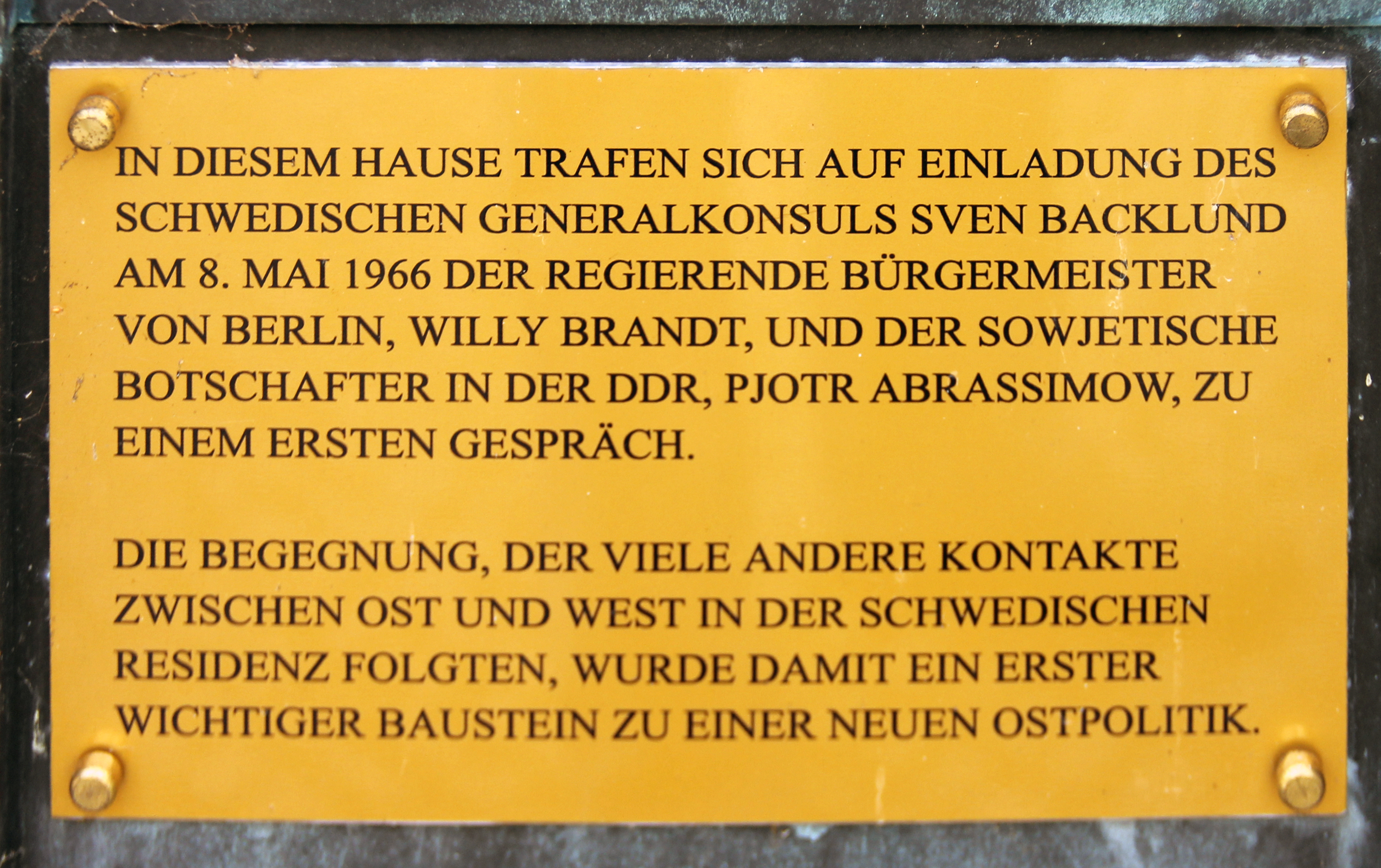
Gedenktafel am Haus Pücklerstraße 42, in Berlin-Dahlem

Pjotr Andrejewitsch Abrassimow (russisch Пётр Андреевич Абрасимов, wiss. Transliteration Pëtr Andreevič Abrasimov; * 16. Mai 1912 in Boguschewsk bei Senno, Gouvernement Mogiljow, Russisches Kaiserreich, heute Wizebskaja Woblasz, Belarus; † 16. Februar 2009 in Moskau) war sowjetischer Botschafter in der DDR.

## Leben
Abrassimow war bis 1941 Funktionär in staatlichen und gewerkschaftlichen Organen, danach in der Roten Armee und Offizier im Zentralstab der weißrussischen Partisanenbewegung. In den Jahren 1946–1952 war er zunächst ständiger Vertreter des Ministerrates der Weißrussischen SSR beim Ministerrat der UdSSR, dann erster stellvertretender Vorsitzender des Ministerrates der Weißrussischen SSR und Sekretär des Zentralkomitees der Kommunistischen Partei. Zugleich absolvierte er an der Universität Minsk ein Geschichtsstudium. Von 1950 bis 1958 war er Mitglied des Obersten Sowjets der UdSSR.
Seit 1956 war er im diplomatischen Dienst: bis 1957 als Botschaftsrat in der Volksrepublik China, bis 1961 als Botschafter in der Volksrepublik Polen, 1962–1971 als Botschafter in der DDR, bis 1973 als Botschafter in Frankreich und 1975–1983 erneut als Botschafter in der DDR. Er war maßgeblich am Vier-Mächte-Abkommen über den Status von Berlin vom 3. September 1971 beteiligt. Aufgrund seiner „massiven Einmischung in innenpol. Fragen der DDR“  wurde vom DDR-Staats- und Parteichef Erich Honecker in Moskau erfolgreich seine Ablösung als Botschafter betrieben.
1983–1985 war er Vorsitzender des Staatskomitees für Auslandstourismus und bis 1986 Botschafter in Japan.
Abrassimow wurde unter anderem mit dem Leninorden, dem Rotbannerorden, dem Orden der Oktoberrevolution und dem Großen Stern der Völkerfreundschaft der DDR ausgezeichnet. Er nahm auch die Auszeichnung der CDU in der DDR mit der Otto-Nuschke-Plakette an. Abrassimow starb am 16. Februar 2009 in Moskau im Alter von 96 Jahren und wurde auf dem Friedhof Trojekurowo beigesetzt.

## Werke (Auswahl)
- Das Haus unter den Linden Aus der Geschichte der russischen und der sowjetischen Botschaft in Berlin, Verlag Zeit im Bild Dresden (1978)
- Westberlin – gestern und heute Staatsverlag der Deutschen Demokratischen Republik (1981)
- Dreihundert Meter vom Brandenburger Tor Erinnerungen eines Botschafters, Verlag Quadriga (1985)